# Clémence Saint-Preux
Clémence Saint-Preux (Neuilly-sur-Seine, 29 de novembro de 1988) é uma cantora francesa.

## Biografia
Filha do famoso compositor francês Saint-Preux e de uma mãe pintora/escritora, ela desde cedo teve aulas de violão, piano e dança. Quando tinha 12 anos de idade, conhece Johnny Hallyday que, encantado por sua voz, grava a canção "Um tous besoin d'amour" com ela. O single foi grande sucesso na França, chegando a atingir o 4º lugar no top 50 em Novembro de 2001.
Em 2005 ela grava o single "Concerto pour deux voix" (Concerto para duas vozes) em dueto com Jean-Baptiste Maunier, ator principal do filme "Os Coristas". A música, que se parece mais com um exercício vocal, devido à ausência de palavras, é uma adaptação de "Concerto pour une voix" (Concerto para uma voz), composto por seu pai, Saint-Preux, em 1969. No final deste mesmo ano também lança o single "Sans Défense" (Sem defesa) e no começo do ano seguinte, "La vie comme elle vient" (A vida como ela vier).
Seu primeiro álbum, intitulado "Bewitching" (Sedutora) foi lançado em 2008, estando disponível para download e em CD. O álbum tem duas músicas em francês e cinco em inglês.
Também é esperado para 2008 seu segundo álbum, com músicas em inglês e francês, que terá o nome de "Mes Jours" (Meus Dias).

## Discografia
Singles
- 2001: On a tous besoin d'amour (com Johnny Hallyday)
- 2002: Un seul mot d'amour (com Jean-Baptiste Maunier)
- 2005: Sans défense
- 2005: Concerto pour deux voix
- 2006: La vie comme elle vient
- 2007: Où es-tu

Álbuns
- 2008: Bewitching
- 2008: Mes Jours (aguardado)